# Pyrgadíkia
Pyrgadíkia, en grec moderne : Πυργαδίκια, est un village du dème d'Aristotélis,  district régional de Chalcidique, en Macédoine-Centrale, Grèce.
Selon le recensement de 2011, la population du village s'élève à 320 habitants.